# Hans Reiter
Hans Conrad Julius Reiter, född 26 februari 1881, död 1969, tysk bakterieolog och läkare.
Han studerade medicin i Leipzig, Breslau och Tübingen, där han tog sin examen. Han studerade sedan vidare dels i Berlin och dels utomlands i Paris och London. Tillbaka från London arbetade Reiter fram till 1913 som assiserande läkare vid lungkliniken vid Berlins universitet.
Under första världskriget tjänstgjorde han som militärläkare både på västfronten och på Balkan. Vid västfronten var han den första som lyckades identifiera den spirochet som orsakar Weils sjukdom. Under tiden på Balkan observerade han sjukdomen som senare kom att kallas Reiters sjukdom.
Reiter var anhängare av nationalsocialismen. År 1932, vid 51 års ålder svor han trohetsed till Hitler. 1933, blev han avdelningsföreståndare för Kaiser Wilhelm-institutet för experimentell terapi i Berlin-Dahlem och chef för Reichsgesundheitsamt, Nazitysklands nationella hälsomyndighet. Han verkade där starkt mot tobaksrökning, ett engagemang han helt övergav efter kriget. Som president för Reichsgesundheitsamt deltog han i bedömningen, besluten och finansieringen av de experiment som utfördes vid olika koncentrations- och utrotningsläger under andra världskriget.
År 1936 blev han hedersprofessor i Berlin. Tillsammans med Johann Breger författade han en bok i ämnet rashygien: Deutsches Gold. Gesundes Leben - frohes Schaffen. Trots sina nazistsympatier erhöll han flera hedersutnämningar från utlandet, bland annat utsågs han till korresponderande medlem av Royal Society of Medicine i London. 
1945 tillfångatogs Reiter av de allierade. Han frisläpptes 1947.
Hans Reiter har givit namn åt sjukdomen Reiters sjukdom samt åt Reiters test.